# おもいで停留所〜バスに君が乗っていた頃〜
『おもいで停留所〜バスに君が乗っていた頃〜』（おもいでていりゅうじょ バスにきみがのっていたころ）は、池田邦彦による日本の漫画作品。『別冊漫画ゴラク』（日本文芸社）で連載されていた短編シリーズ漫画。1950年(昭和25年)、茨城県北部のバス会社で車掌、通称「バスガール」として乗務していた少女マキと彼女をとりまく物語。

## 登場人物

### 主要人物
沢田麻紀（さわだ まき）
本作の主人公で、17歳の少女。茨城県北部のバス会社「常磐中央交通」に勤務する車掌（いわゆるバスガールと呼ばれた）で、幼少時代に父と東京へでかけた折、迷子になったところを助けてくれたバスガールにあこがれて、バス会社に就職。いきさつはともかく、自らの仕事に誇りを持っていて、理不尽なことをいう人に対してはたとえ、先輩や権力者、任侠に対しても遠慮なく激怒する。その一方、知人・友人・近親者・バス乗客だけでなく、通りがかりの人が困っているとほっておけない姉御肌である。
ハル子（ハルこ）
マキの先輩車掌で、一番仲がいい。幼馴染の唐辛子売り（戦中まで地主の息子であった）・土方浩輔と交際していた。一介の唐辛子売りで安月給の浩輔が自分の将来を不安視し、ハル子と別れようとするが、マキに後押しされて二人は結婚する。
助役（じょやく）
常磐中央交通でマキたちの上司にあたる。甥・木村雅司の行く末を心配して、自分の会社に入れた（マキが雅司のために彼が就いていた小荷物の仕事を開拓）。だが、雅司は持病の原爆症が悪化して夭折する。

### その他
山崎（やまざき）
マキが乗務した時に再会した国民学校高等科時代の先輩。
おなかをすかせたマキを見かねた彼におにぎりをご馳走されて恩義を感じている。再会後、宿に困った彼にラブホテルを二人連れの偽装で泊めさせた。
戦後、東京で闇商売をしていたが進駐軍に逮捕されて、北海道への移住を思いつく。
恭子を連れてゆこうと思い手紙を出すが、約束の大みそかには（恭子は）来られなかった。
だが、マキの機転で二人は再会、恭子と一緒に北海道へ移住した。
マキは出発を一日延ばしにして同時間・場所で集合すべきと提案。「なぜ、一日延ばしにして、呆れて俺を見放すだろう恭子を待たねばならないのか」という彼に、「貴方は見届ける義務がある。それに私は職務上、他人を嫉妬、ねたむ事は出来ないから貴方の気持ちが理解できる」と言った。
小宮恭子（こみや きょうこ）
山崎の恋人。戦後、前述の事情から山崎とは離れていたが、内心は彼の事を憂いていた。
（買った年賀状で大みそかに会おうと約束したらしい）一日遅れの手紙を受けた。
集合日には完全に間に合わないがダメモトで元日の同じ時間・場所に行き、さらにマキのお陰で山崎に再会する事が出来た。
山崎の無鉄砲さにあきれた彼女は「あんたみたいなバカ、一人に出来ない」と一緒に北海道へ向かう事にした。
緒方（おがた）
常磐中央交通のバス運転士。おっかなく車掌を見下すようなところがあり、マキたちの間では嫌われていた。
だが、マキと同じく道理が曲がるのは許せないところがあり、その点ではマキと気が合う。
藤堂紗智子（とうどう さちこ）
マキの同僚。常陸大野駅前営業所で見習い乗務中。
元々、華族の出身であったが戦後、財産税で生活が苦しくなりバス会社に就職。
マキから見て「素直でいい後輩」だが、自分の境遇を受け入れられずにいた。
吉津（よしづ）
マキたちを厳しく指導している先輩バス車掌。
実は彼女も華族出身者で、同じ境遇で世間を憎んでいた紗智子のことを憂いていて、紗智子の暴走（イタズラ）をもお見通しであった。
紗智子のことを心配する彼女は、紗智子を自分の手元で再教育することにした。
桑野（くわの）
マキの友人で写真助手、師事している写真家が戦争関係を撮影するので嫌気がさしている。
戦争関係に携わるのはうんざりしていたが、マキと志郎（戦死）の母と面会している内に考え直した。
葛城知子（かつらぎ ともこ）
マキの友人で、父の影響で無類の本好き（戦時中の勤労奉仕中でも、隠れて本を読んで上官に叱責されている）。
父の死で進学をあきらめ、食堂で働く傍ら、水戸図書館長の「移動図書館」の手伝いをしている。
館長が特高に（社会主義活動をしている）彼女の父・丈太郎の情報を開示してしまった為に、丈太郎が拷問死してしまい今でも自責の念にかられていた。そのことを知子に話したが、責めなかった。
その後、彼女は定時制高校に入学し、図書館司書を目指す事にした。
眞鍋照子（まなべ てるこ）
マキの友人で、酒癖悪くつい手を挙げてしまう父が悩み。
父は金物工場を営み、朝鮮戦争の特需景気で儲かるが、飛行船詐欺にあってしまい特需景気でもうけたお金を失う。
菊池晶子（きくち あきこ）
マキが父娘ともお世話になった恩人。父が関東大震災で死んでしまい、バスガイドに就職。
マキがバス車掌になった後、バス会社を退職して社長夫人となりマキの父の墓前で再会する。
沢田孝治（さわだ こうじ）
マキの父。戦時中、単身で満州へ赴任して戦死した。

## 書誌情報
- 池田邦彦 『おもいで停留所〜バスに君が乗っていた頃〜』 日本文芸社〈ニチブンコミックス〉、全1巻
  1. 2015年2月28日発売 ISBN 978-4-537-13229-8